# 1930-ті в музиці
У 1930-ті роки музичне мистецтво розвивалось в умовах напруженої суспільно-політичної ситуації, що склалася напередодні Другої світової війни. Тоталітарні режими Німеччини, Італії та СРСР встановлюють жорсткі ідеологічні рамки для розвитку культур в цих країнах, тоді як інакомислячі зазнають переслідувань. Зокрема, в ці роки радянською владою було репресовано і страчено чимало діячів в галузі кобзарського мистецтва. Знаковою для музичного мистецтва СРСР стала також стаття «Сумбур замість музики», що відкрила потужні кампанії проти мистецтва, що ставить перед собою складні художні задачі.
Передчуття великих потрясінь зумовлюють розвиток та значний вплив на музичну творчість художньої течії експресіонізму. Разом з тим продовжують розвиватись традиції пізнього романтизму (С. Рахманінов, Р. Штраус) та неокласицизму (І. Стравінський, П. Хіндеміт).
1930-ті роки — епоха бурхливого розвитку індустрії звукозапису, радіомовлення, та телебачення, що дозволяли оперативно, у великих обсягах записувати і транслювати музику на великі віддалі. В історії культури 1930-ті роки можна вважати кульмінаційним етапом третьої інформаційної революції, яка прискорить процеси культурної глобалізації, зокрема зумовить експансію неєвропейських музичних традицій у європейський музичний простір.
1930-ті роки також можна вважати епохою бурхливого розвитку масових жанрів музичного мистецтва. На теренах СРСР одним із найголовніших музичних жанрів стає масова радянська пісня. В США, а пізніше і в Західній Європі предметом масового захоплення стає мистецтво джазу. Значний вплив джазу відчутний також і в творчості ряду композиторів цієї епохи, передусім Дж. Гершвіна.
Через політичні мотиви в США шукають притулок найкращі митці з різних країн світу. В 1930-х роках в цій країні працювали росіяни І.Стравінський та C.Рахманінов, австрієць А.Шенберг, німець П.Хіндеміт, італієць А.Тосканіні та багато інших. В той же час світовими шедеврами стали твори, написані в умовах тоталітаризму радянськими композиторами, такими як, передусім, С.Прокоф'єв і Д.Шостакович.

## 1930
|  |

Події:
- Сформовано оркестр Бі-Бі-Сі «BBC Symphony Orchestra»

Твори:
- Моріс Равель — Концерт для лівої руки
- Сергій Прокоф'єв — 4-а симфонія
- Пауль Хіндеміт — «Бостонська симфонія»

Народились:
- Асен Селимський, болгарський оперний співак, баритон.

- Рей Чарлз, американський джазовий піаніст

Померли:

## 1931
|  |

Події:

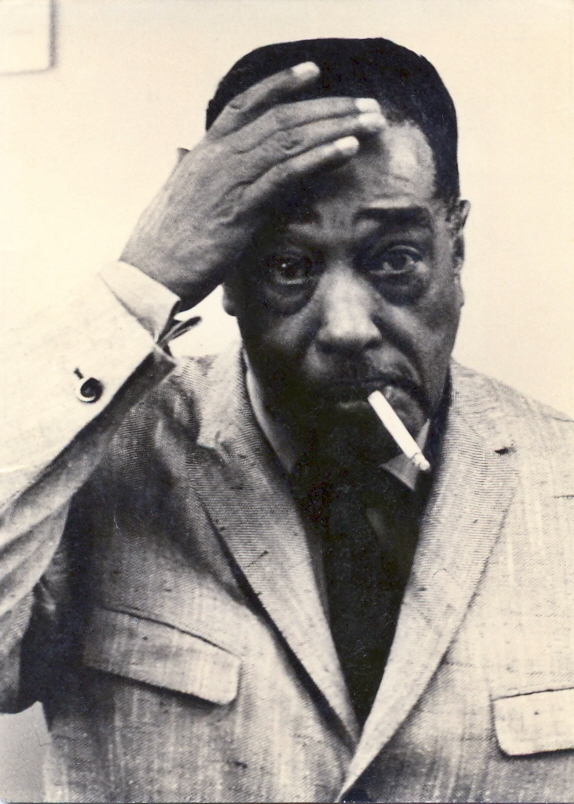
Дюк Еллінгтон, американський джазовий музикант

- Дюк Еллінгтон здійснює перший запис у стилі свінг — «Creole Rhapsody»
- Полтавська капела бандуристів після успішнього виступу в Москві стає першим радянським колективом який дістав запрошення гастролювати по Північній Америці.

Твори:
- Дмитро Шостакович — 3-я симфонія
- Сергій Прокоф'єв — 4-й фортепіанний концерт
- Ігор Стравінський — скрипковий концерт in D

Народились:
- Олександр Іванович Білаш, український пісенний композитор
- Софія Губайдуліна, російська композиторка
- Мікаел Тарівердієв, російський естрадний композитор
- Арне Нордгейм, норвезький композитор.

Померли:
- Томас Алва Едісон, винахідник фонографу
- Даніїл Дольський, шансоньє, співак.

## 1932
|  |

Події:

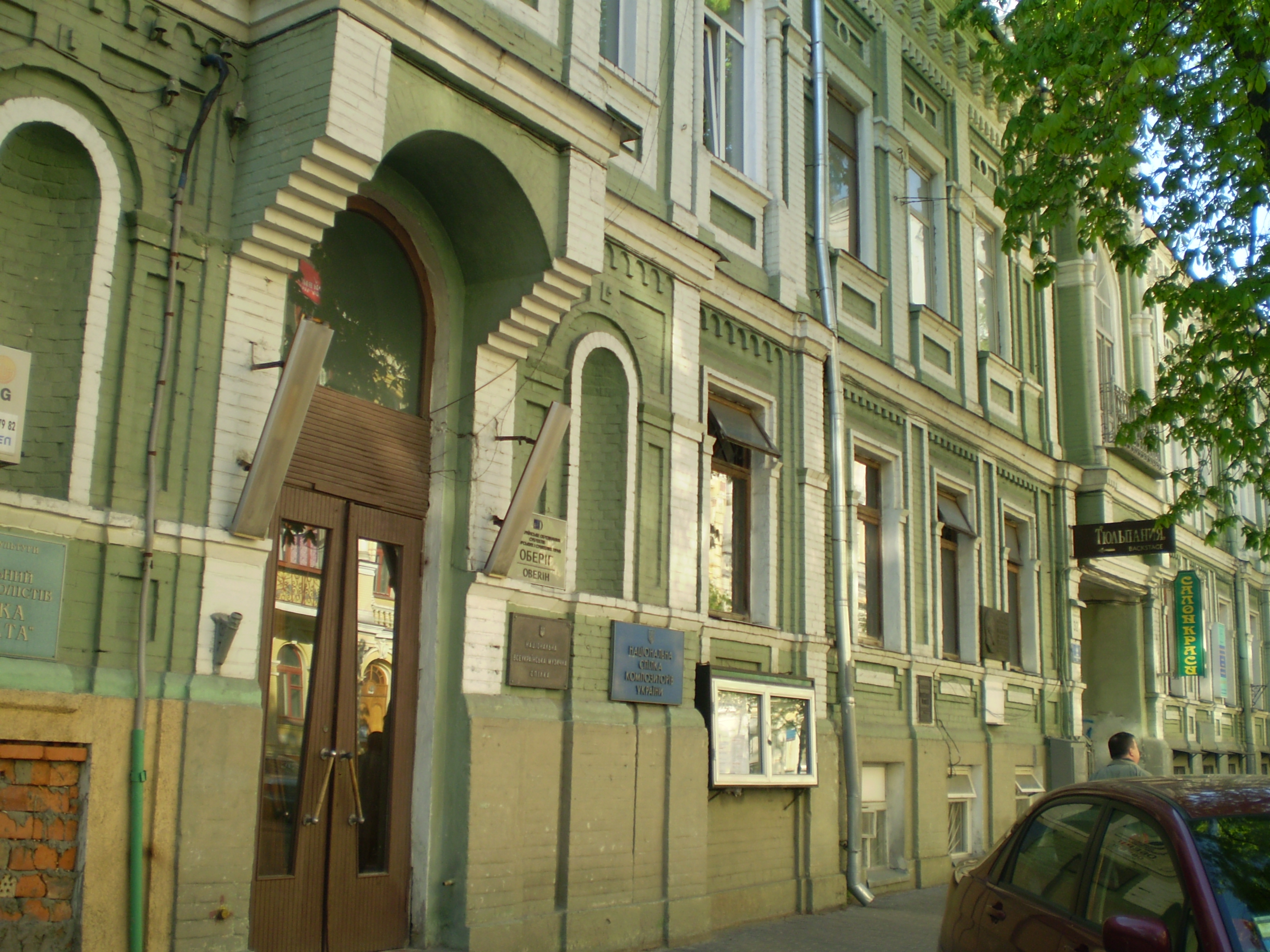
Приміщення Національної спілки композиторів України

- Засновано Лондонський філармонічний оркестр «London Philharmonic Orchestra»
- Відкрито консерваторію в Мінську
- ЦК ВКП (б) видав Постанову про перебудову літературно-художніх організацій, яка торкнулася й музичних спілок на терені СРСР. Зокрема було ліквідовано Всеукраїнське товариство революційних музик, й організовано Спілку радянських музик України

Твори:
- Сергій Прокоф'єв — 5-й фортепіанний концерт
- Віктор Косенко — Героїчна увертюра для симфонічного оркестру

Народились:
- Пер Норгорд — данський композитор і теоретик музики.

Померли:
Вільям Джером —американський автор пісень.

## 1933
|  |

Події:
Твори:
- Дмитро Шостакович — 1-й фортепіанний концерт

Народились:
- Генрик Миколай Гурецкі, польський композитор
- Кшиштоф Пендерецький, польський композитор

Померли:
- Володимир Пухальський, російський піаніст
- Гілана Таарка, виконавиця рунічних пісень сету.

## 1934
|  |

Події:
- Відкрито Консерваторію в Ташкенті
- Зліквідовані Київські та Полтавська капела бандуристів.

Твори:
Народились:
- Альфред Шнітке, російський композитор
- Інго Інстербург, німецький композитор, мультиінструменталіст і співак

Померли:

## 1935
|  |

Події:

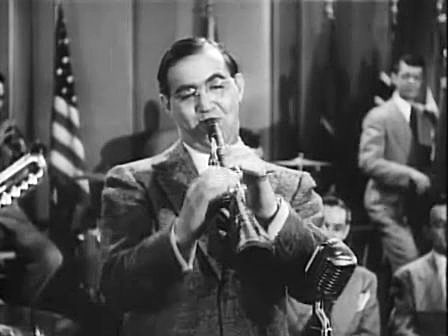
Бенні Гудман, американський джазмен

- Безпрецедентні успіхи Бенні Гудмана, Глена Міллера та Каунт Бейсі роблять свінг найпопулярнішим і комерційним музичним напрямком в США, що поступово витісняє Вальси і танго

Твори:
- Альбан Берг — Скрипковий концерт
- Сергій Прокоф'єв — 2-й Скрипковий концерт

Народились:
- Леонід Грабовський, український композитор
- Теодор Ламбрінос, американський оперний співак
- Елвіс Преслі, американський співак і актор
- Арво Пярт, естонський композитор

Померли:
- Альбан Берг, австрійський композитор

## 1936
|  |

Події:
- Вихід статті «Сумбур замість музики», пожощення цензури в СРСР

Твори:
- Сергій Рахманінов — 3-я симфонія
- Бела Барток — Музика для струнних ударних і челести
- Сергій Прокоф'єв — балет «Ромео і Джульєта»
- Антон Веберн — Варіації для фортепіано
- Дмитро Шостакович — 4-а симфонія

Народились:
- Раймонд Паулс — латиський композитор і громадський діяч

Померли:
•

## 1937
|  |

Події:
- В американській музиці широку домінують Біг-бенди
- Арешт та пізніше розстріл першого народного артиста України, сліпого кобзаря Івана Кучугуру Кучеренка.

Твори:
- Дмитро Шостакович — 5-а симфонія
- Борис Лятошинський — опера «Щорс»

Народились:
- Валентин Сильвестров, український композитор
- Володимир Ашкеназі, піаніст і диригент із Росії.

Померли:
- Моріс Равель, французький композитор

## 1938
|  |

Події:
- Музика С.Прокоф'єва до фільму Езенштейна «Олександр Невський» відкриває нові обрії художньої ролі музики в кіномистецтві

Твори:
- Карл Орф — «Карміна Бурана»

Народились:
- Володимир Висоцький, радянський актор, співак і поет

Померли:
- Джо Олівер «Кінг», американський джазмен
- Віктор Косенко, український композитор
- Гнат Хоткевич, бандурист, композитор, етнограф. Розстріляний працівниками НКВД.

## 1939
|  |

Події:
- Найпопулярнішим музичним напрямком США стає Диксиленд
- Спілку радянських музик України перейменовано на Спілку радянських композиторів України, яку очолив Борис Лятошинський.

Твори:
- Дмитро Шостакович — 6-а симфонія

Народились:
Померли: